# Madeleine de Cock Buning

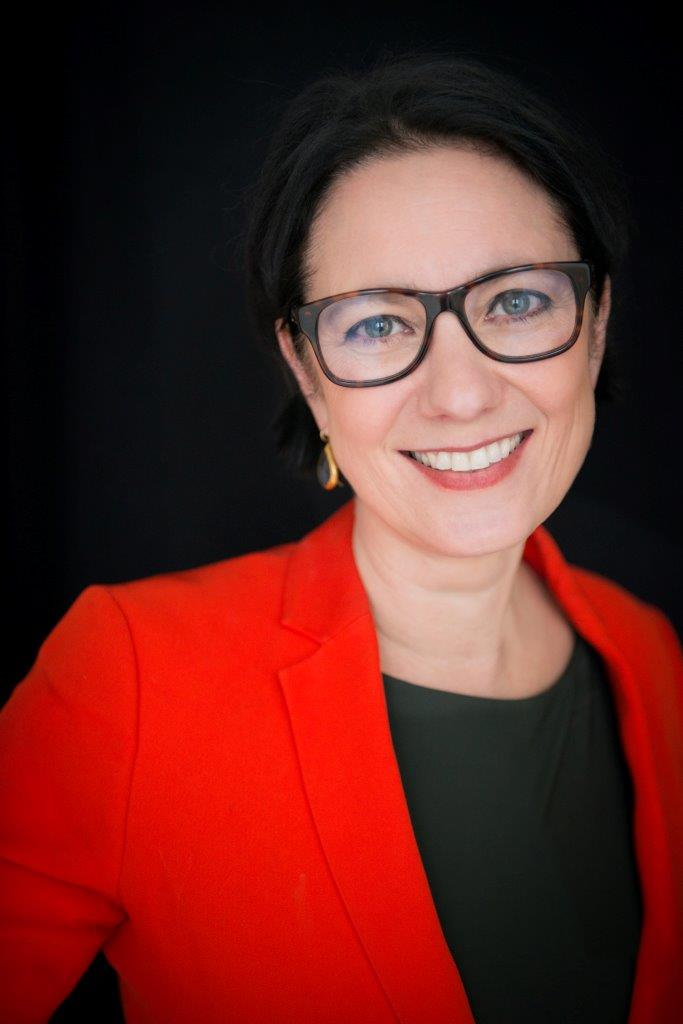
Madeleine de Cock Buning (vor 2018)

Madeleine de Cock Buning (* 1966 in Bussum) ist eine niederländische Juristin und Hochschullehrerin.

## Leben und Wirken
De Cock Buning studierte Informationstechnologie und Informationstechnologierecht und Rechtswissenschaften an der Universität Amsterdam. Nach ihrem Studienabschluss 1992 widmete sie sich als Doktorandin am dortigen Institut für IT-Recht ihrer Promotion. Diese schloss sie 1998 erfolgreich mit der informationstechnologierechtlichen Schrift Auteursrecht en Informatietechnologie, over de beperkte houdbaarheid van technologiespecifieke regelgeving (dt. Urheberrecht und Informationstechnologie, über die begrenzte Nachhaltigkeit technologiespezifischer Regelungen) ab. Anschließend arbeitete sie bei der niederländischen international tätigen Wirtschaftskanzlei De Brauw Blackstone Westbroek als Rechtsanwältin. Gleichzeitig war sie als Dozentin an der Universität Utrecht tätig. 2005 wurde sie von der Universität Utrecht zur Honorarprofessorin für Medien- und Kommunikationsrecht ernannt. Seit 2007 hat sie dort einen ordentlichen Lehrstuhl für Urheber-, Medien- und Kommunikationsrecht inne. Von 2009 bis 2019 war sie Mitglied des Verwaltungsrats der niederländischen Medienkommission, bis 2013 auch dessen Vorsitzende. Von 2010 bis 2020 war sie zudem Mitglied im Beratergremium für Urheberrecht für das niederländische Justizministerium sowie gleichzeitig Ehrenrichterin am Appellationsgericht von Den Haag. 2016 und 2017 war sie Vorsitzende der European Regulators Group for Audiovisual Media Services. Hier widmete sie sich vor allem dem Schutz Minderjähriger vor schädlichen Medieninhalten; die Ergebnisse ihrer Arbeit fanden Eingang in die Richtlinie (EU) 2018/1808.
Im Januar 2018 wurde sie von EU-Kommissarin Marija Gabriel zur Vorsitzenden der Expertengruppe zu Fake News und Online-Desinformation ernannt, mit der Aufgabe, das Phänomen Fake News in Europa zu erklären und Lösungen dagegen zu finden. Die Gruppe bestand aus vierzig Mitgliedern aus verschiedenen EU-Mitgliedstaaten und stellte im März 2018 ihren Bericht vor. Seit 2018 unterrichtet sie zudem in Teilzeit am Europäischen Hochschulinstitut. Seit 2020 ist de Cock Buning außerdem Vorstandsmitglied von Netflix für den Bereich Public Policy EMEA.